# Agent énergétique
Un agent énergétique désigne une substance ou un flux dont il est possible d'extraire de l'énergie directement ou après transformation.
Cette expression est typiquement suisse. Elle n'est pas utilisée dans les autres pays francophones où l'on[style à revoir] parle plutôt de ressource énergétique ou de forme d'énergie.

## Agent énergétique primaire
Un agent énergétique primaire est utilisé directement sans transformation, il est présent à l'état naturel. On peut citer :
- le charbon
- le pétrole brut
- le bois
- le vent
- le rayonnement solaire
- la biomasse

## Agent énergétique secondaire
Un agent énergétique secondaire est produit à partir de la transformation d'un agent énergétique primaire. On peut citer :
- les dérivés du pétrole (Carburants automobiles, kérosène, etc.)
- le charbon de bois
- l'électricité